# 紐波特 (加利福尼亞州)
紐波特（英語：Newport）是位於美國加利福尼亞州門多西諾縣的一個非建制地區。該地的面積和人口皆未知。

## 地理
紐波特的座標為39°34′39″N 123°46′29″W / 39.57750°N 123.77472°W，而該地的平均海拔高度為41米（即135英尺）。